# A kukorica gyermekei 3. – A terjeszkedő gyökerek
 A kukorica gyermekei 3: Terjeszkedő gyökerek A kukorica gyermekei film harmadik része, melyet 1995-ben mutattak be. A film Stephen King azonos című regénye alapján készült. A film két Gatlini  mostohatestvér történetéről szól, akiket Chicagói nevelőszülők fogadnak örökbe. A film főbb szerepeiben Daniel Cerny, Ron Melendez és Jim Metzler látható. A filmben debütált színésznőként Charlize Theron, aki egy diáklányt alakít, de csak pár jelenetben tűnik fel és szövege nincs a filmben.

## Szereplők
| Szereplő         | Színész        | Magyar szinkron |
| ---------------- | -------------- | --------------- |
| Eli Porter       | Daniel Cerny   | Molnár Levente  |
| Joshua Porter    | Ron Melendez   | Breyer Zoltán   |
| William Porter   | Jim Metzler    | Kautzky Armand  |
| Amanda Porter    | Nancy Grahn    | Fazekas Zsuzsa  |
| Malcom Elkman    | Jon Clair      | Czvetkó Sándor  |
| Maria Elkman     | Mari Morrow    | Zsigmond Tamara |
| Frank Nolan atya | Michael Ensign | Szokolay Ottó   |
| Earl             | Duke Stroud    | Breyer László   |
| Arnold           | Rif Hutton     |                 |
| T-Loc            | Garvin Funches | Szokol Péter    |

## Cselekmény
A Gatlini események után még maradtak emberek a településen.  Az egyik farmer fia Joshua, meg akar szökni az apjától Gatlinből, de az apja nem akarja elengedni, ezért az öccse Eli, aki természetfölötti képességekkel rendelkezik, segít a bátyjának megszökni. Eli a kukorica segítségével megöli az apját, hogy el tudjanak szökni, de ezt nem mondja el Joshuának. Eli elrejti a gonosz bibliáját a föld alá, még mielőtt bátyjával útnak indulnának. A két testvér eljut a Chicagóba, ahol nevelőszülőkhöz kerülnek.
Joshua nagyon örül, hogy egy nagy kertes házba kerültek, és boldog hogy új otthonra lelt. A nevelőszülők Porterék szívesen látják őket, de Eli a saját útját akarja járni. Porterék háza mellett egy elhagyott üzem található, melynek van egy nagy udvara. Míg Joshua megismerkedik a szomszédban lakó fiatalokkal, addig Eli zárkózottan él és nem keresi a felnőttek társaságát. A házban különös dolgok kezdenek történni, aminek hátterében Eli áll. Este Eli a Gatlinből magával hozott kukoricát elülteti a ház mellett lévő elhagyott üzem kertjében. Mrs. Porternek látomásai lesznek, és egyre feszültebben érzi magát. Belül úgy érzi, hogy ezek mögött Eli állhat, de a férje nem hisz neki. Mr. Porter, aki kukoricakereskedő, a munkahelyén egyre nehezebb helyzetbe  kerül, és ki kell valamit találnia, hogy főnöke továbbra is bízzon benne. Porterék beíratják Elit és Joshuát a helyi iskolába, ahol külön osztályba rakják őket, aminek nem örülnek. Joshua új barátokat szerez, de Eli tartózkodó az emberekkel szemben és féltékeny bátyja barátaira, mert fél, hogy elszakítják tőle testvérét.  Az Eli által elültetett kukorica hamar kinő, és bőséges termést hoz. Mrs. Porter megdöbbenve tapasztalja, hogy a virágai kiszáradtak. Miközben az okát keresi, észreveszi az üzem területén lévő kukoricamezőt,  amely korábban nem volt ott. Amint bemegy a kukoricamezőbe rossz érzések fogják el, és megkéri a férjét, hogy vágja ki. Aznap este a kukoricamező megöli első áldozatát, egy hajléktalant, aki épp ott akart estére meghúzódni.  Másnap Mr. Porter elindul, hogy kivágja a kukoricamezőt, de mikor megkóstolja nagyon finomnak találja. Mikor Elitól megtudja, hogy a kukorica egy hónap alatt nőtt ki és hozott termést egy elég rossz talajú földön, üzleti lehetőséget érez benne, ezért nem vágja ki.  Az iskolaigazgató Nolan atya szájából bogarak másznak ki, és esténként a Gatlini tragédiáról álmodik.  Sejtése szerint a gonosz jár közöttük és Elira gyanakszik. Egyik nap mikor misét tart a diákoknak, Elira rászól, hogy beszélgetésével ne zavarja az órát. Megkéri hogyha untatja, akkor tartsa ő a misét, de nem számít rá, hogy Eli megragadja a lehetőséget.
Eli prédikálni kezd a többi gyereknek, de Nolan atya leállítja lázító beszéde miatt és  délutánra bezárja az iskolába. Eli megjelenik a szociális munkás irodájában, aki elhelyezte őket Porteréknél, és végez vele. Míg Mr. Porter a nagy üzlet reményében eladásra felkínálja a házuk mellett kinőtt kukorica magjait, addig a felesége úgy dönt nem vár a férjére és maga próbálja kivágni a kukoricát. De a kukorica nem hagyja magát és végez az asszonnyal. A temetés után nem érnek véget a baljós jelek. Az iskolaigazgató továbbra is a Gatlini tragédiáról álmodik. Joshua beleszeret  osztálytársába és szomszédjába Mariába, de Malcolm a bátyja  nem helyesli a kapcsolatukat.Eli egyre több gyereket térít meg a saját hitére, és iskola után prédikál a gyerekeknek.  Nolan atya egyre idegesebb emiatt, de nem tehet semmit ellene, mert a tanári kar szerint rég nem volt ilyen kevés agresszivitás az iskolában. Joshua és Eli viszonya egyre inkább elmérgesedik.  Az egyik nap levél érkezik, amit  Mrs. Porternek küldött a gyerekvédelmi felügyelőnő, de a nő halála miatt Joshua veszi át a neki  küldött postát. Joshua megdöbbenve tapasztalja hogy a mostohaöccse az 1964-es újságok címoldalán is látható, és szemmel láthatóan nem öregedett semmit. Malcolm segítségét kéri, ezért együtt elindulnak Nolan atyához.  De mire odaérnek már Nolan atya alig él, ugyanis  Eli megkínozta és el akarta pusztítani. Nolan atya a halálán van, de mielőtt meghalna még sikerül megmondani a fiúknak, hogy Eli bibliáját keressék meg és pusztítsák el, mert csak így tudják legyőzni a gonoszt.  Malcolm és Joshua  elmegy Gatlinbe, hogy megkeressék Eli bibliáját és elpusztítsák. Mr. Porter eladja a kukoricát a befektetőknek. Eli megbabonázza  Mariát és meghívatja Maria szüleihez magát vacsorára, majd megmérgezi a lány szüleit. Joshua megtalálja a bibliát egy madárijesztő lábainál elásva, de csak akkor veszi észre, hogy a madárijesztő nem bábu, hanem a halott apja. A kukorica szörnye a fiúkra támad, és Malcolmot megöli, de Joshuának sikerül elmenekülni a bibliával.
Eli a gyerekeket fanatizálja, hogy pusztítsák el a felnőtteket, mert aznap van telihold és ekkor sikerülhet a tervük. Mr. Porter kicsit ittasan érkezik haza,  ugyanis boldog hogy sikerült nyélbe ütnie a kukorica eladását, de Elinak már nincs rá szüksége, ezért végez vele. Időközben megjelenik Joshua is, aki rájön, hogy csak úgy tudja elpusztítani a gonoszt, ha Elit és a bibliáját egyszerre pusztítja el, mert ha külön-külön pusztítja el akkor a fennmaradt részből újra feltámadhat a gonosz. Ugyanazon sarlócsapással megöli Elit és a bibliáját is elpusztítja. Amikor Eli meghal, a gyerekek  a zombi állapotból magukhoz térnek.  Mikor már azt hinnék, hogy végre megmenekültek, a kukoricamezőből megjelenik a kukoricaszörny és nagy pusztítást végez a gyerekek között. Joshuával is végezni akar, de Maria megmenti a fiút. De Maria nagy áldozatot fizet ezért, ugyanis a szörny élve lenyeli a lányt.  Amíg a szörny Mariával van elfoglalva, addig Joshuának sikerül kiszabadulnia és egy sarlóval kivágja  a szörny hasából  a lányt. Majd elvágja a kukorica szörny gyökereit, aki emiatt elpusztul. Sikerült elpusztítaniuk a szörnyet, bár ők ezt még nem tudják, a szörnyeteg mégsem pusztult el végleg, hiszen a kukorica magok amiket Mr. Porter adott el az üzleti partnereinek, eljutottak világ más részeibe is.

## Filmzene
- Belly Of The Beast

Előadja: The Lifers Group
- Put It Up

Írta:  Roni Skies,  Kevin Cloud ,  M. Fox 

Előadja:  S.O.U.L.
- The Birth Of S.O.U.L.

Írta:  Roni Skies,  Kevin Cloud ,  M. Fox 

Előadja:  S.O.U.L.